# Kunova Teplica
Kunova Teplica, ungarisch Kuntapolca (bis 1927 slowakisch „Kunová Teplica“; deutsch Teplitz, ungarisch bis 1907 Kúntaplóca) ist eine Gemeinde im Osten der Slowakei mit 709 Einwohnern (Stand 31. Dezember 2024), die zum Okres Rožňava, einem Kreis des Košický kraj, gehört.

## Geographie
Die Gemeinde befindet sich im Westteil des Slowakischen Karsts zwischen dessen zwei Hochplateaus Plešivská planina und Koniar, im Tal des Flüsschens Štítnik. Im Osten des Gemeindegebiets erheben sich steile, bewaldete Hänge des Plešivská planina über dem Ort. Das Ortszentrum liegt auf einer Höhe von 250 m n.m. und ist 19 Kilometer von Rožňava entfernt.
Nachbargemeinden sind Štítnik im Norden, Slanec im Osten, Pašková im Süden und Rozložná im Westen.

## Geschichte
Kunova Teplica wurde zum ersten Mal 1243 als Toplucha schriftlich erwähnt und leitet seinen Namen, wie andere Teplica oder Teplice genannte Orte, von den örtlichen Warmquellen ab; der Namenszusatz Kunova (nach dem Personennamen Kun) kam erst später hinzu. Das Dorf war Besitz des Geschlechts Ákos, später des Geschlechts Bebek im Herrschaftsgebiet von Pleissnitz. 1427 hatte Kunova Teplica nach einem Steuerverzeichnis 24 Porta. 1551 wohnten im Dorf ein Richter und 13 Untertanen. In der zweiten Hälfte des 16. Jahrhunderts gehörte das Dorf zum Sandschak Fileck im Osmanischen Reich. Nach einer verheerenden Pestepidemie von 1709–10 verblieben nur noch sieben Einwohner im Dorf. 1828 zählte man 54 Häuser und 694 Einwohner, die als Fuhrmänner, Köhler und Arbeiter im Eisenhammer beschäftigt waren. Im 19. Jahrhundert entstand ein Concordia genanntes Eisenwerk mit Gießerei, das mit einigen Unterbrechungen und Namensänderungen noch bis heute besteht.
Bis 1918/1919 gehörte der im Komitat Gemer und Kleinhont liegende Ort zum Königreich Ungarn und kam danach zur Tschechoslowakei beziehungsweise heute Slowakei. 1938 bis 1945 war er auf Grund des Ersten Wiener Schiedsspruchs noch einmal Teil Ungarns.

## Bevölkerung
| Jahr                | 1994 | 2004    | 2014    | 2024    |
| ------------------- | ---- | ------- | ------- | ------- |
| Anzahl der Personen | 680  | 638     | 687     | 709     |
| Unterschied         |      | −6,17 % | +7,68 % | +3,20 % |

| Jahr                | 2023 | 2024    |
| ------------------- | ---- | ------- |
| Anzahl der Personen | 715  | 709     |
| Unterschied         |      | −0,83 % |

Nach der Volkszählung 2011 wohnten in Kunova Teplica 655 Einwohner, davon 322 Slowaken, 199 Magyaren, sechs Tschechen, zwei Roma und ein Ukrainer. 125 Einwohner machten keine Angabe zur Ethnie.
107 Einwohner bekannten sich zur Evangelischen Kirche A. B., 55 Einwohner zur römisch-katholischen Kirche, 42 Einwohner zur reformierten Kirche, 23 Einwohner zur evangelisch-methodistischen Kirche, 20 Einwohner zu den Zeugen Jehovas, zwei Einwohner zur griechisch-katholischen Kirche und ein Einwohner zu den Mormonen. 162 Einwohner waren konfessionslos und bei 243 Einwohnern wurde die Konfession nicht ermittelt.

## Bauwerke und Denkmäler
- evangelische Kirche im klassizistischen Stil aus dem Jahr 1805
- Gebäude des Eisenhammers aus dem 18. Jahrhundert

## Verkehr
Durch Kunova Teplica verläuft die Straße 2. Ordnung 587 zwischen Henckovce und der Staatsgrenze zu Ungarn bei Kečovo. Anschluss an das überregionale Netz besteht in Plešivec an der Kreuzung mit der Straße 1. Ordnung 16 (E 58).
Der Ort besitzt einen Bahnhof an der Bahnstrecke Plešivec–Slavošovce, allerdings seit 2003 ohne Personenverkehr. Seither verkehren nur noch regionale Buslinien nach Kunova Teplica.